# 蘇陽町
蘇陽町（そようまち）は、かつて熊本県にあった町。当時の行政区域は熊本県東端に位置し、宮崎県に接していた。

## 歴史
- 1889年4月1日 - 町村制施行により馬見原町、菅尾村、柏村が発足（すべて阿蘇郡）。
- 1956年9月30日 - 馬見原町、菅尾村、柏村が合併し蘇陽町が発足。
- 2005年2月11日 - 上益城郡矢部町・清和村と合併し、上益城郡山都町が発足。同日蘇陽町廃止。

## 交通

### 道路
- 国道218号
- 国道265号
- 国道325号

### 路線バス
- 熊本バス
- 九州産交バス
- 宮崎交通